# Octave Daube
Octave Daube (Sint-Agatha-Berchem, 12 juni 1999) is een Belgisch politicus voor de marxistische partij PVDA-PTB.

## Biografie
Daube studeerde in 2024 af als master in de statistiek aan de Université libre de Bruxelles.
Hij sloot zich als student aan bij Comac, de studentenbeweging van de Partij van de Arbeid, waarvan hij sinds 2022 vicevoorzitter is.
Daube was een eerste maal kandidaat bij de Brusselse gewestverkiezingen van mei 2019 voor de PVDA-PTB. Hij behaalde 1.182 voorkeurstemmen en werd niet verkozen. Bij de Brusselse gewestverkiezingen van 9 juni 2024, enkele dagen voor zijn 25ste verjaardag, behaalde hij 2.905 voorkeurstemmen en werd hij verkozen in het Brussels Hoofdstedelijk Parlement. Tevens werd hij afgevaardigd naar het Parlement van de Franse Gemeenschap.